# Patronatsloge
Als Patronatsloge – regional auch Patronatsstuhl, Fürstenstuhl oder Grafenstuhl genannt – bezeichnet man eine abgeschlossene Loge oder Prieche in Kirchen, die dem adligen Grundherrn und seiner Familie für Besuche des Gottesdienstes diente. 

## Lage und Gestaltung
Die Patronatsloge diente als Platz für die Vertreter der weltlichen Gewalt in protestantischen Kirchen, in Funktion und Bedeutung den Herrschaftsemporen verwandt. Bevorzugt ist die Anordnung gegenüber dem Altar oder der Kanzel oder in deren Nähe, entweder als eigener Anbau, der sich im Obergeschoss zum Kirchenraum öffnet, oder als hölzerner Einbau im Kirchenschiff oder als Teil einer Empore.
Patronatslogen waren oft über einen eigenen Eingang erreichbar, damit der Grundherr oder Schlossbesitzer die Kirche nicht zusammen mit dem einfachen Volk oder seinen Bediensteten betreten musste. Die Logen repräsentieren den Stand des Patronatsherrn. Häufig waren sie so hoch angebracht, dass sie höher als die Kanzel der jeweiligen Kirche liegen. Sie sind zumeist verglast oder vergittert, was einen gewissen Sichtschutz ermöglichte (vgl. Geräms). Auch in der künstlerischen Ausgestaltung treten Patronatslogen meist nicht gegenüber der Gestaltung von Altar und Kanzel zurück.

## Bilder

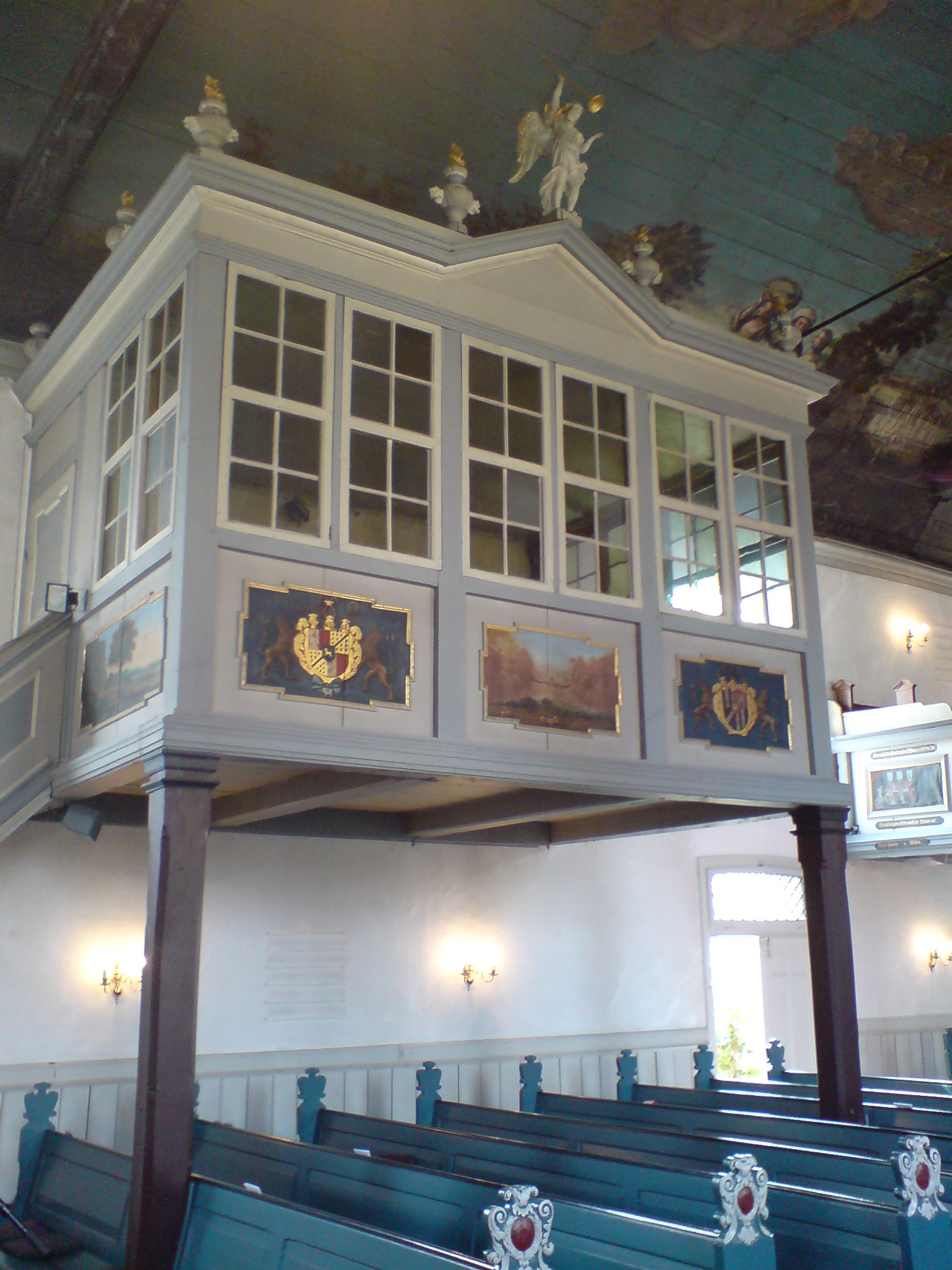
Der Grafenstuhl in der Barmstedter Heiligen-Geist-Kirche
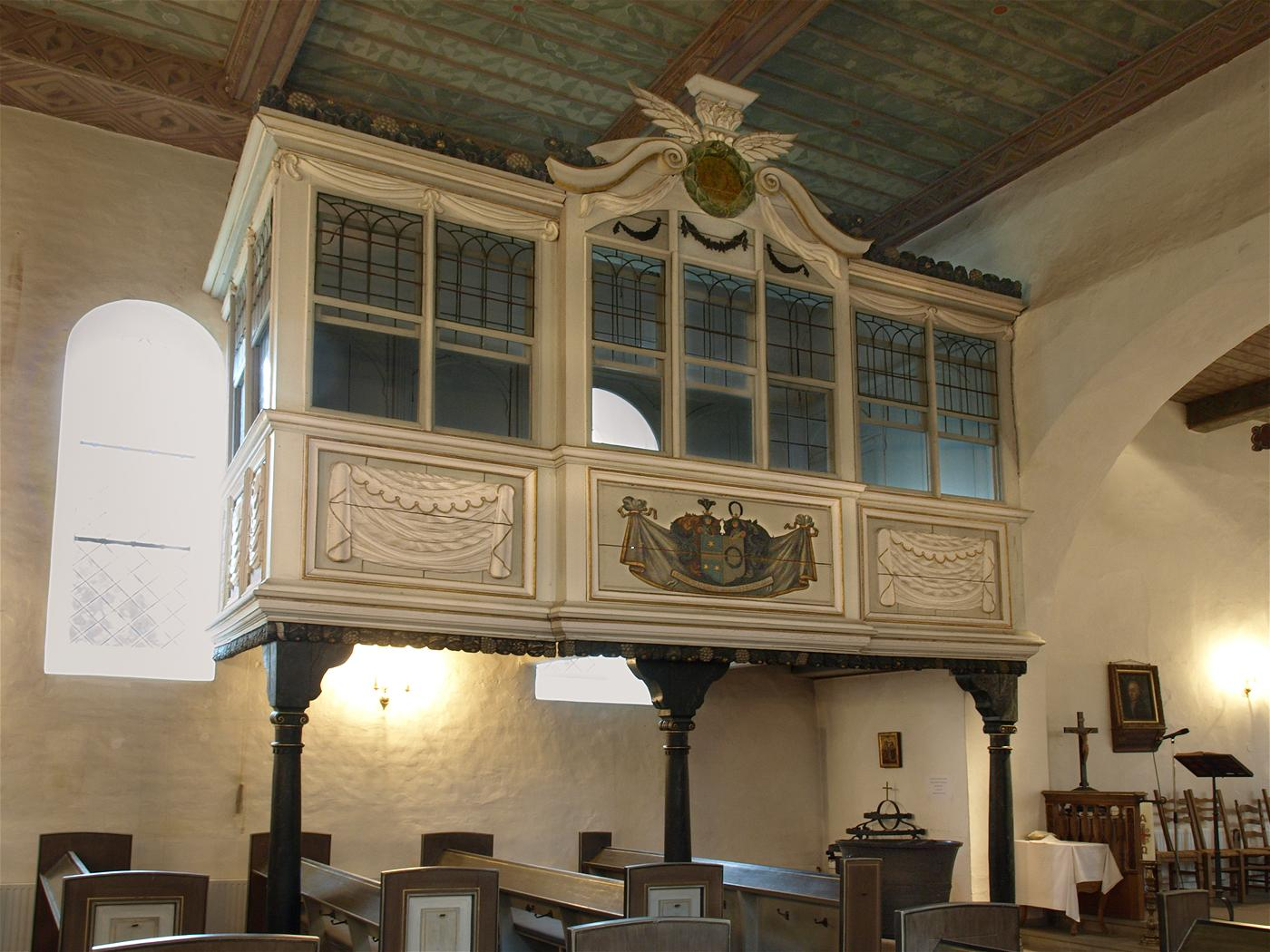
Patronatsloge in der Haseldorfer Kirche St. Gabriel
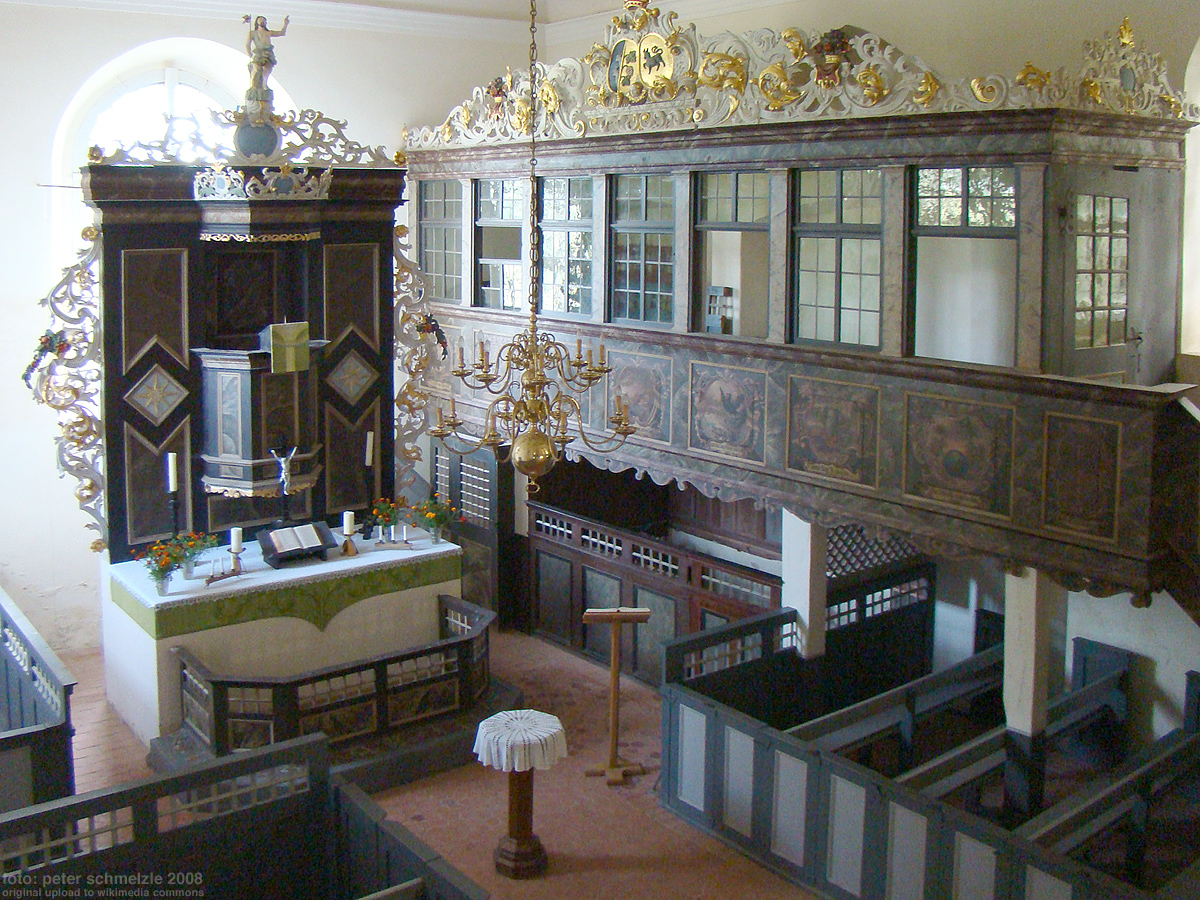
Patronatsloge der Kirche von Kummerow
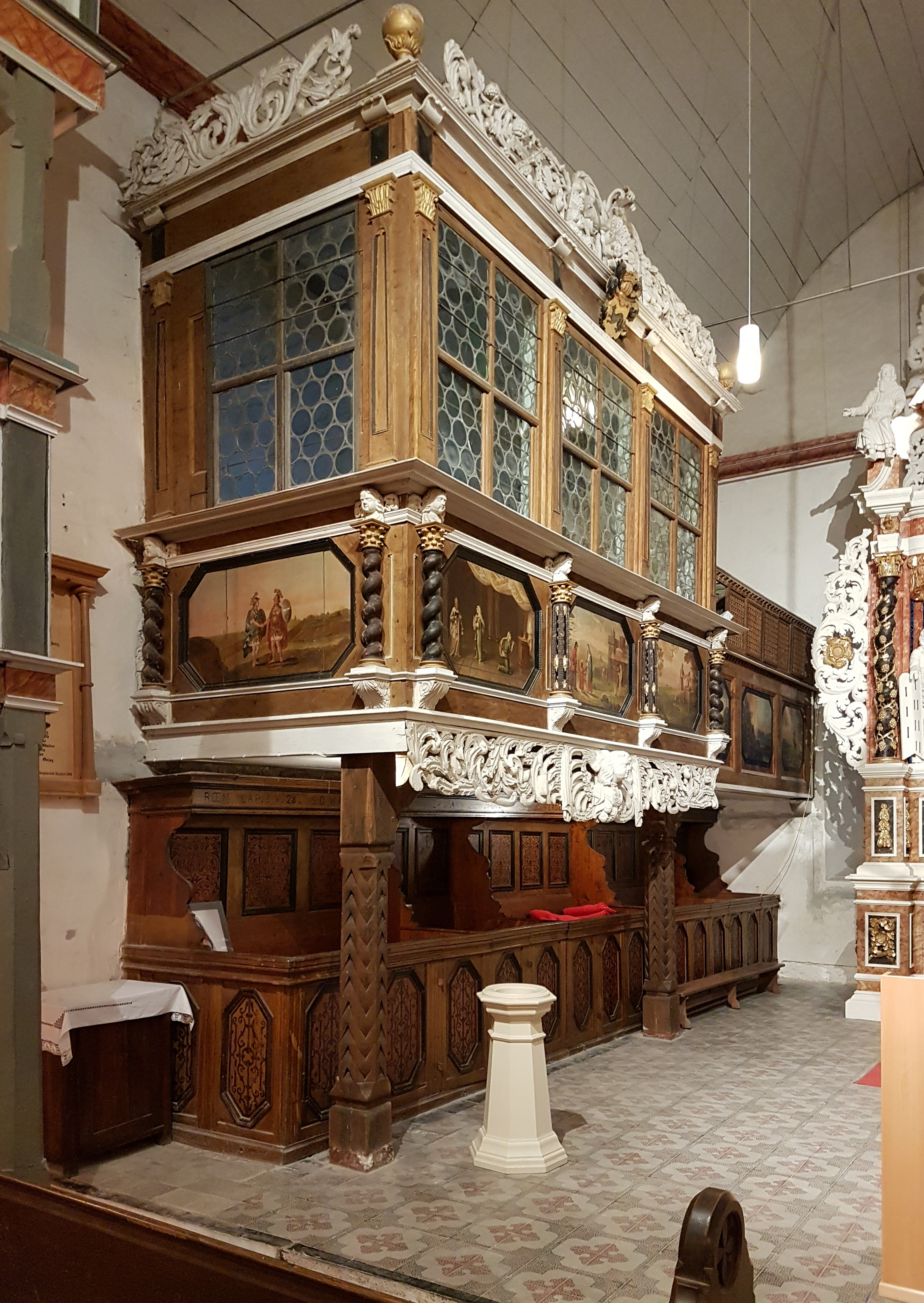
Patronatsloge in der Kirche von Meisdorf
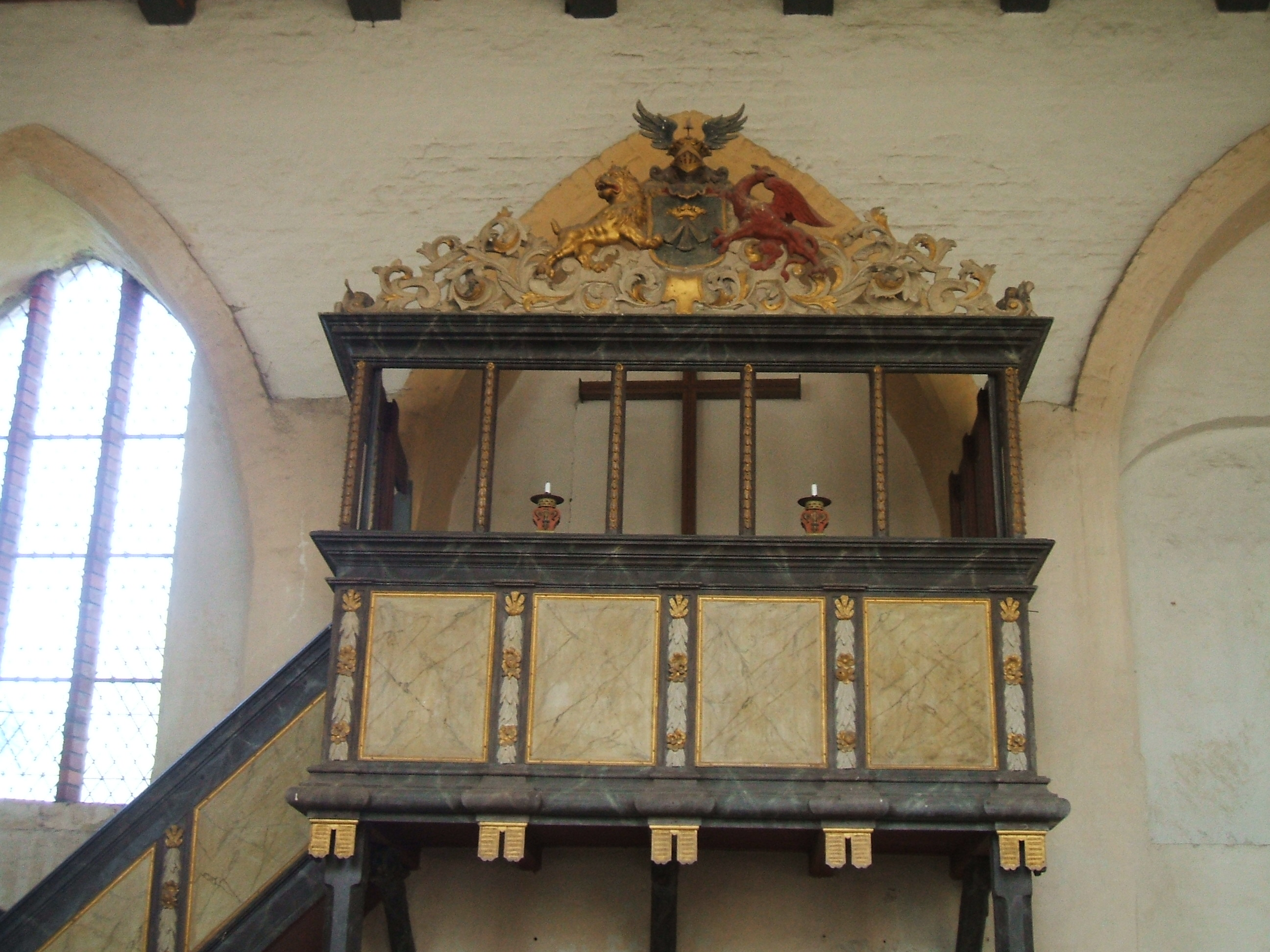
Patronatsloge in der Kirche von Voigdehagen
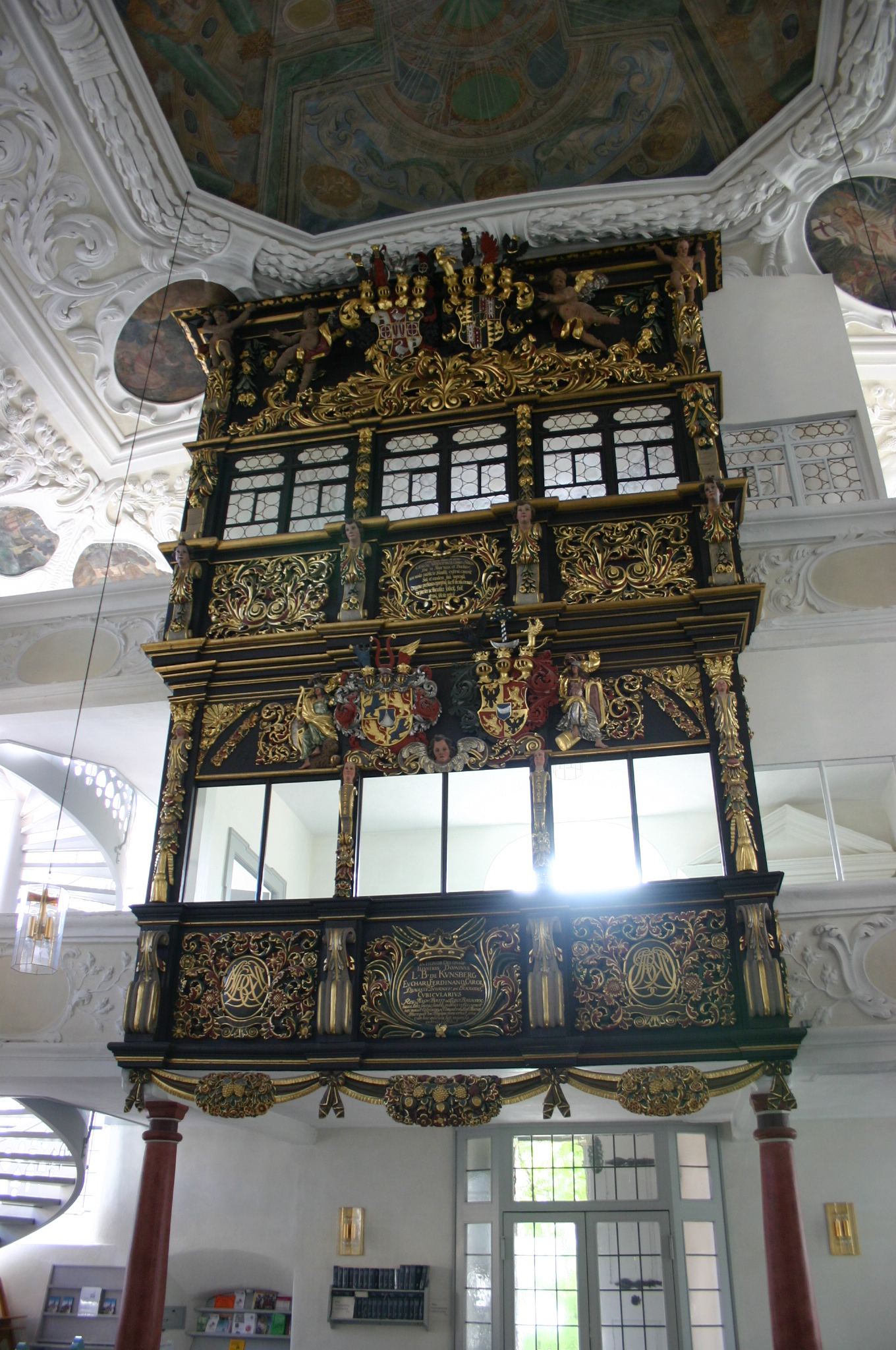
Patronatsloge in St. Laurentius in Thurnau
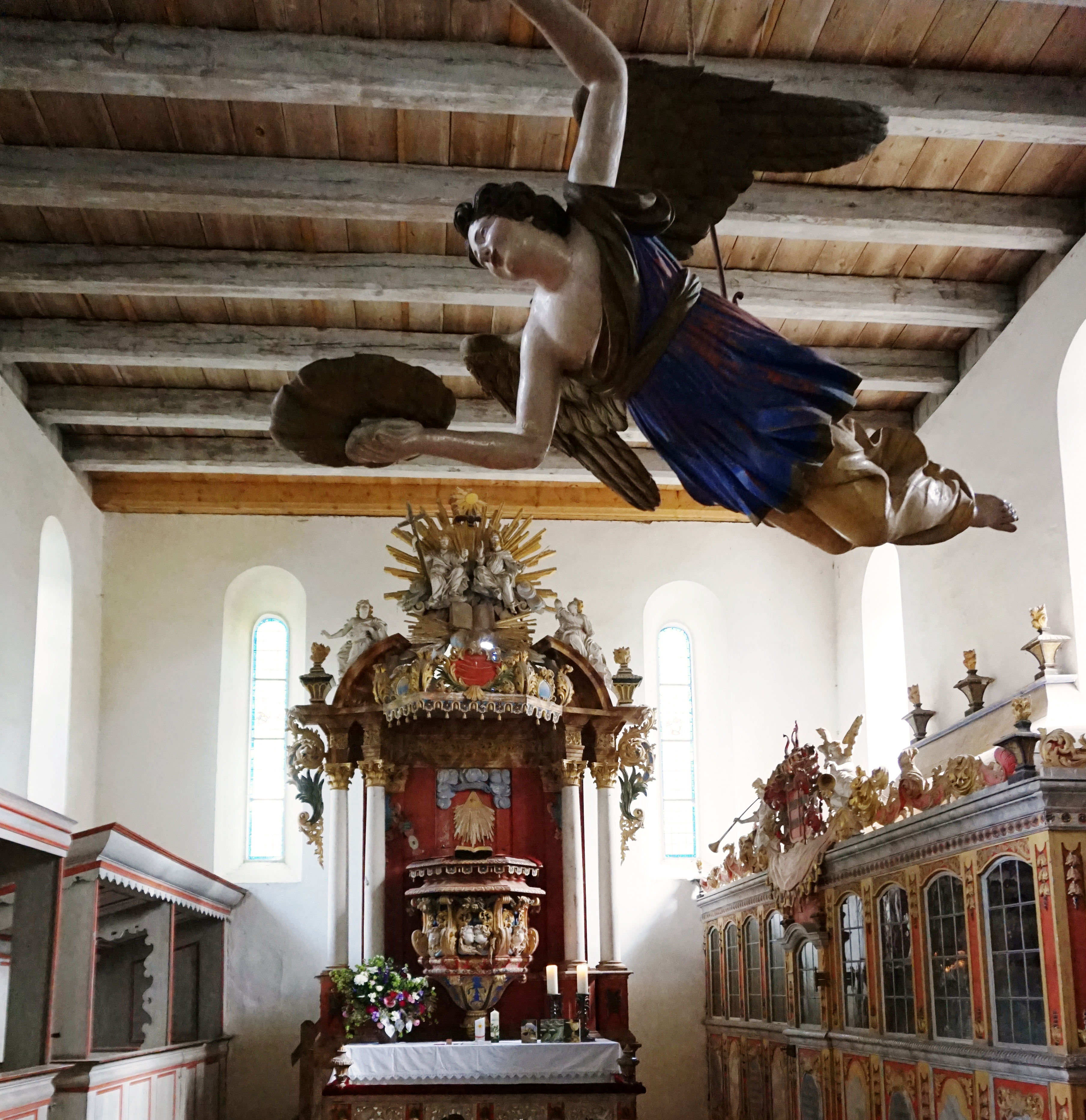
Innenraum der Kirche Sternhagen mit Kanzel, Taufengel und Patronatslogen der Familie von Arnim